# Amstel Gold Race 1994
L'Amstel Gold Race 1994 fou la 29a edició de l'Amstel Gold Race. La cursa es disputà el 23 d'abril de 1994, sent el vencedor final el belga Johan Museeuw, que s'imposà a l'esprint al seu company d'escapada en la meta de Maastricht.
181 ciclistes hi van prendre part, acabant la cursa 48 d'ells.

## Classificació final
|    | Ciclista           | Equip            | Temps      |
| -- | ------------------ | ---------------- | ---------- |
| 1  | Johan Museeuw      | GB-MG Maglificio | 6h 42' 34" |
| 2  | Bruno Cenghialta   | Gewiss-Ballan    | m. t.      |
| 3  | Marco Saligari     | GB-MG Maglificio | + 07"      |
| 4  | Alberto Volpi      | Gewiss-Ballan    | m. t.      |
| 5  | Davide Rebellin    | GB-MG Maglificio | m. t.      |
| 6  | Steven Rooks       | TVM              | m. t.      |
| 7  | Claudio Chiappucci | Carrera Jeans    | m. t.      |
| 8  | Gérard Rué         | Banesto          | m. t.      |
| 9  | Richard Virenque   | Festina-Lotus    | m. t.      |
| 10 | Didier Rous        | Gan              | m. t.      |